# Lilla Gravtjärnen (Floda socken, Dalarna)
Lilla Gravtjärnen är en sjö i Gagnefs kommun i Dalarna och ingår i Dalälvens huvudavrinningsområde.